# Полтава-Александровское
Полтава-Александровское (груз. პოლტავა-ალექსანდროვსკოე) или Аюбаху (абх. Аюбаху) — село в Абхазии, в Гулрыпшском районе частично признанной Республики Абхазия, согласно административному делению Грузии — в Гульрипшском муниципалитете Абхазской Автономной Республики.

## Население
В 1959 году в селе Полтавка-Александровское (Полтава-Александровское) жило 229 человек, в основном грузины (в Багмаранском сельсовете в целом — 1407 человек, также в основном грузины). В 1989 году в селе жило 167 человек, также в основном грузины.